# Mălâncrav
Mălâncrav (en allemand Malmkrog, Mallenkrag, Halbenkragen, en hongrois Almakerék) est un village appartenant à la commune de Laslea du județ de Sibiu en Transylvanie, Roumanie. Le village se situe à quelque 23 km de Sighișoara. On y accède en prenant la DN 14 jusqu'à Laslea.

## Histoire
Mălâncrav est un village mentionné pour la première fois au début du XIVe siècle dans les documents de la famille Apafi, dont il était la propriété. Jusqu'au XXe siècle il a été habité en majorité par des saxons.

## L'Église fortifiée
L'Église de Mălâncrav, dédiée à la Vierge Marie, fut construite pendant la première moitié du XIVe siècle par la famille Apafi. Elle fut en partie reconstruite dans le style gothique aux alentours de 1400. De l'ancienne enceinte fortifiée il ne reste qu'un mur simple et les vestiges de la tour de la porte.
Les fresques de l'église, peintes à plusieurs étapes entre 1350 et 1400, sont des plus précieuses car, à côté des fresques de Ghelința/Gelence, elles constituent le mieux préservé ensemble de peinture narrative gothique du XIVe siècle qu'on peut trouver en Transylvanie.

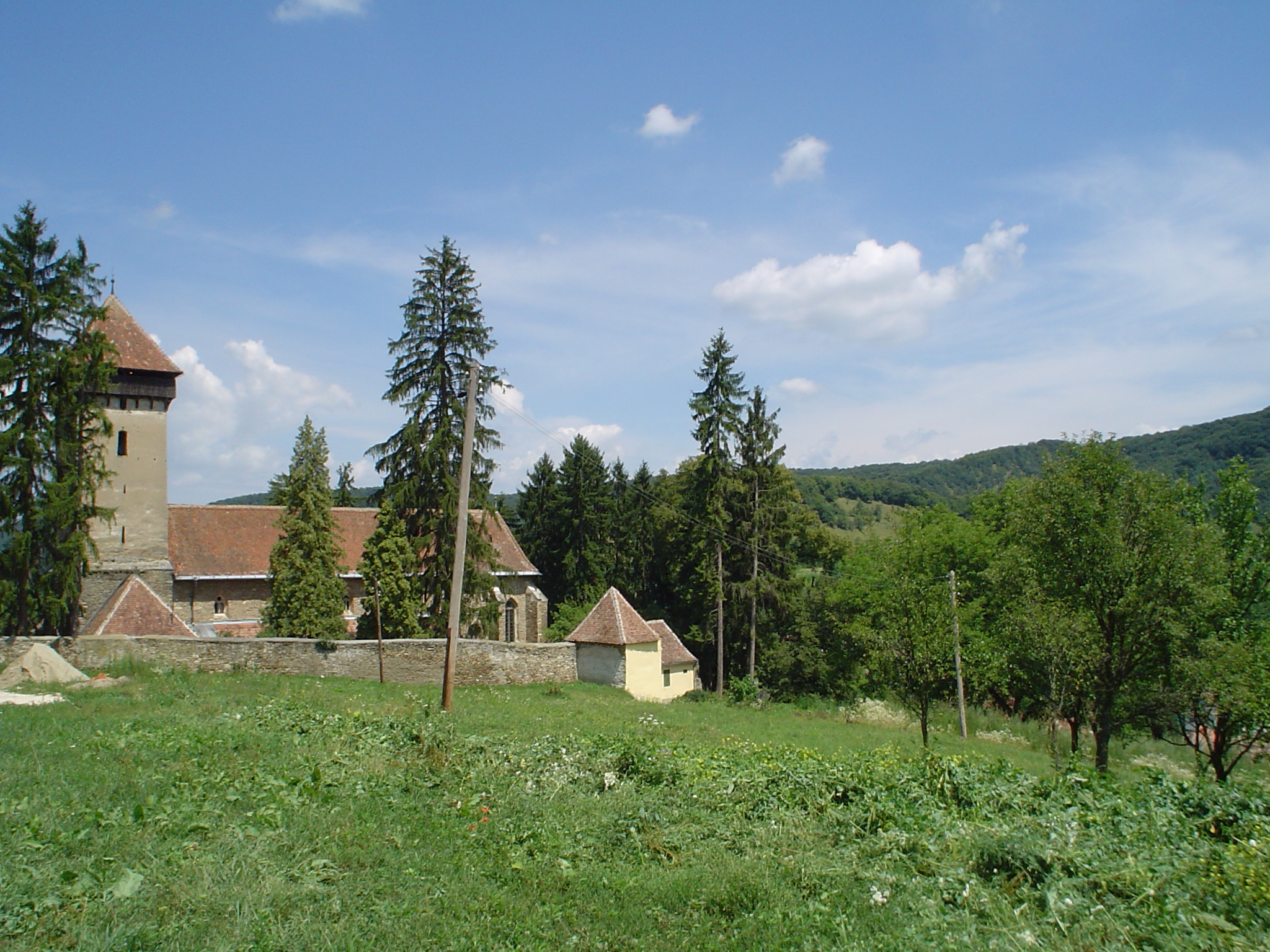
L'Église fortifiée de Mălâncrav
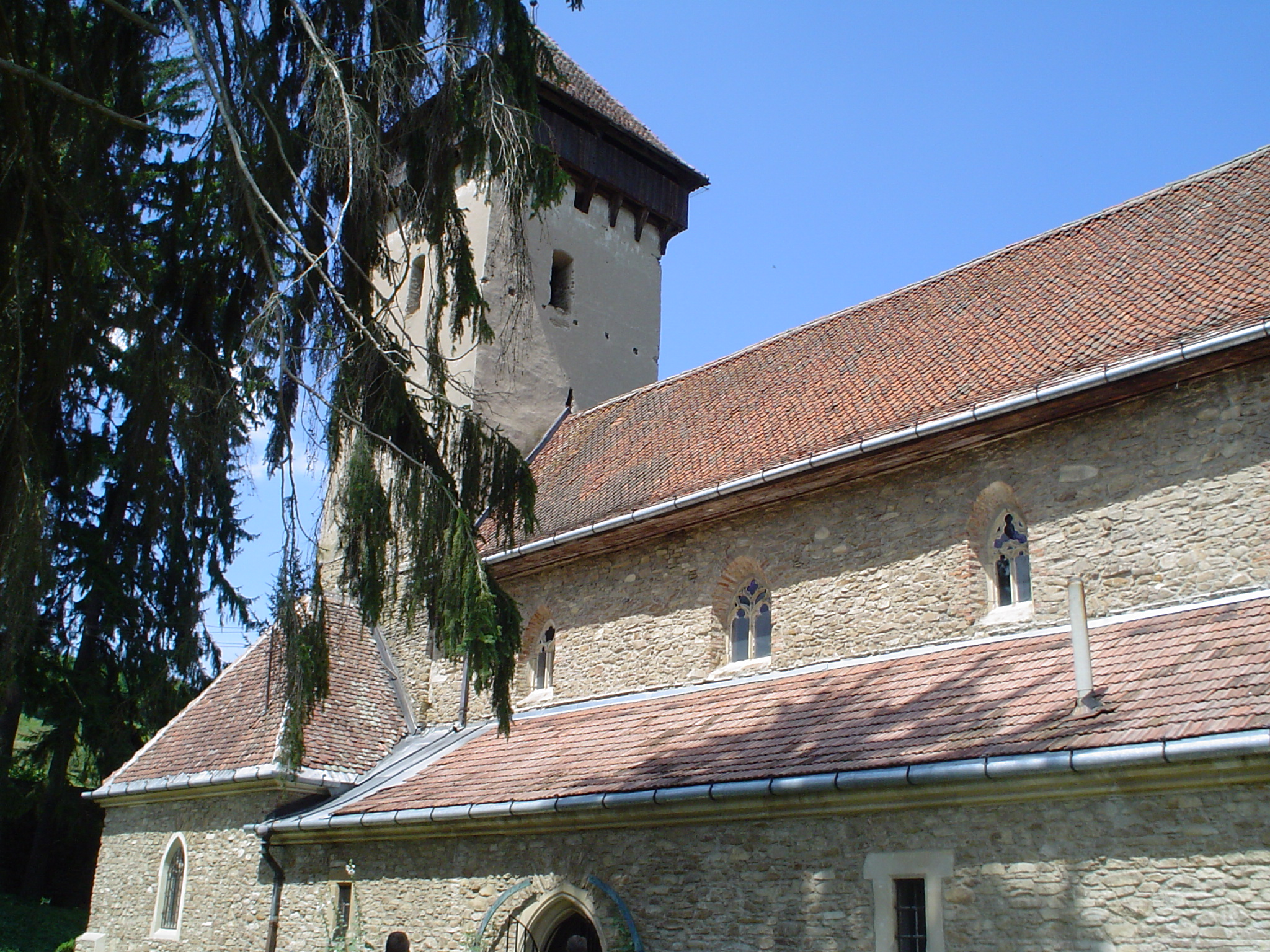
L'Église fortifiée de Mălâncrav
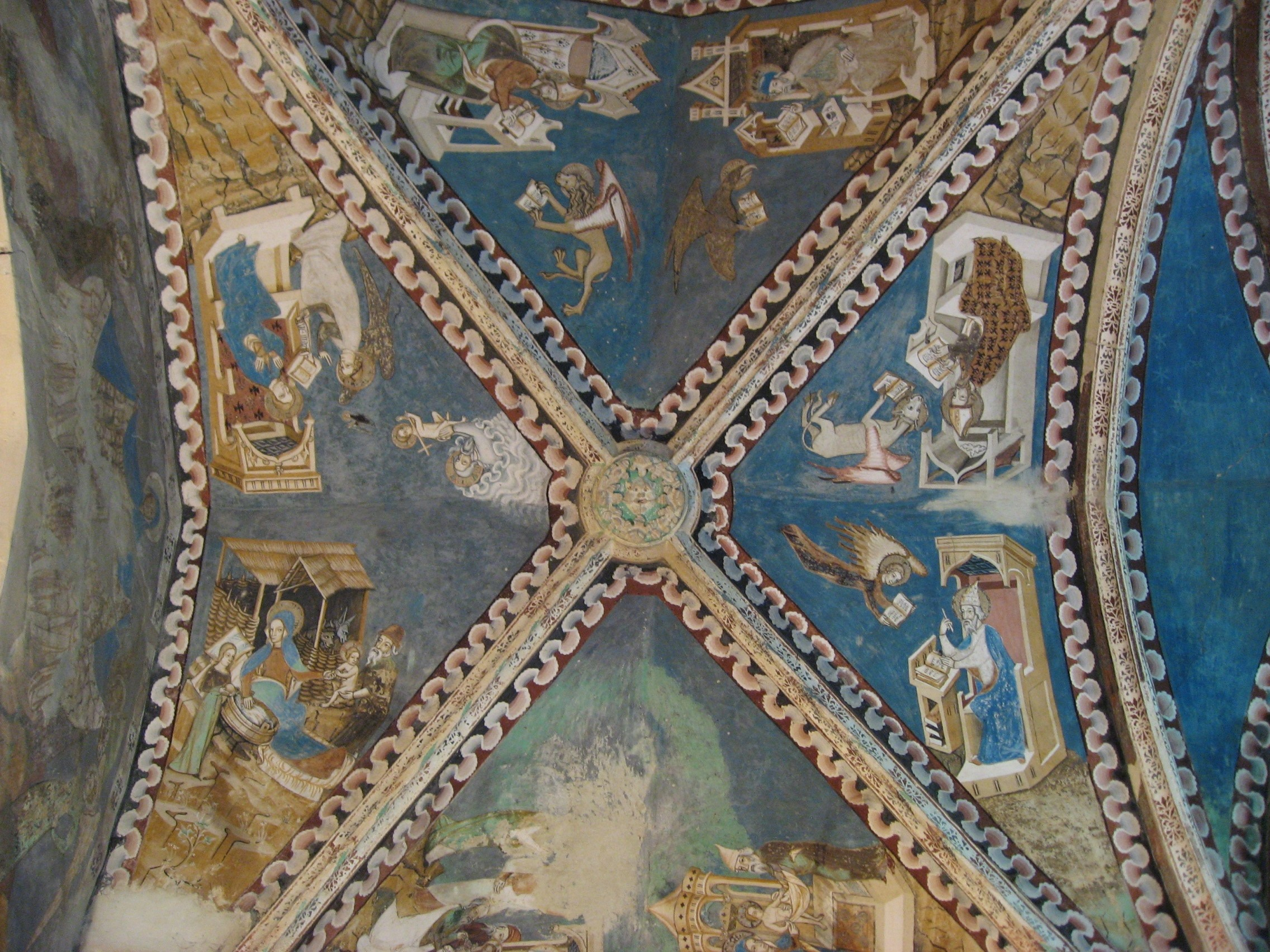
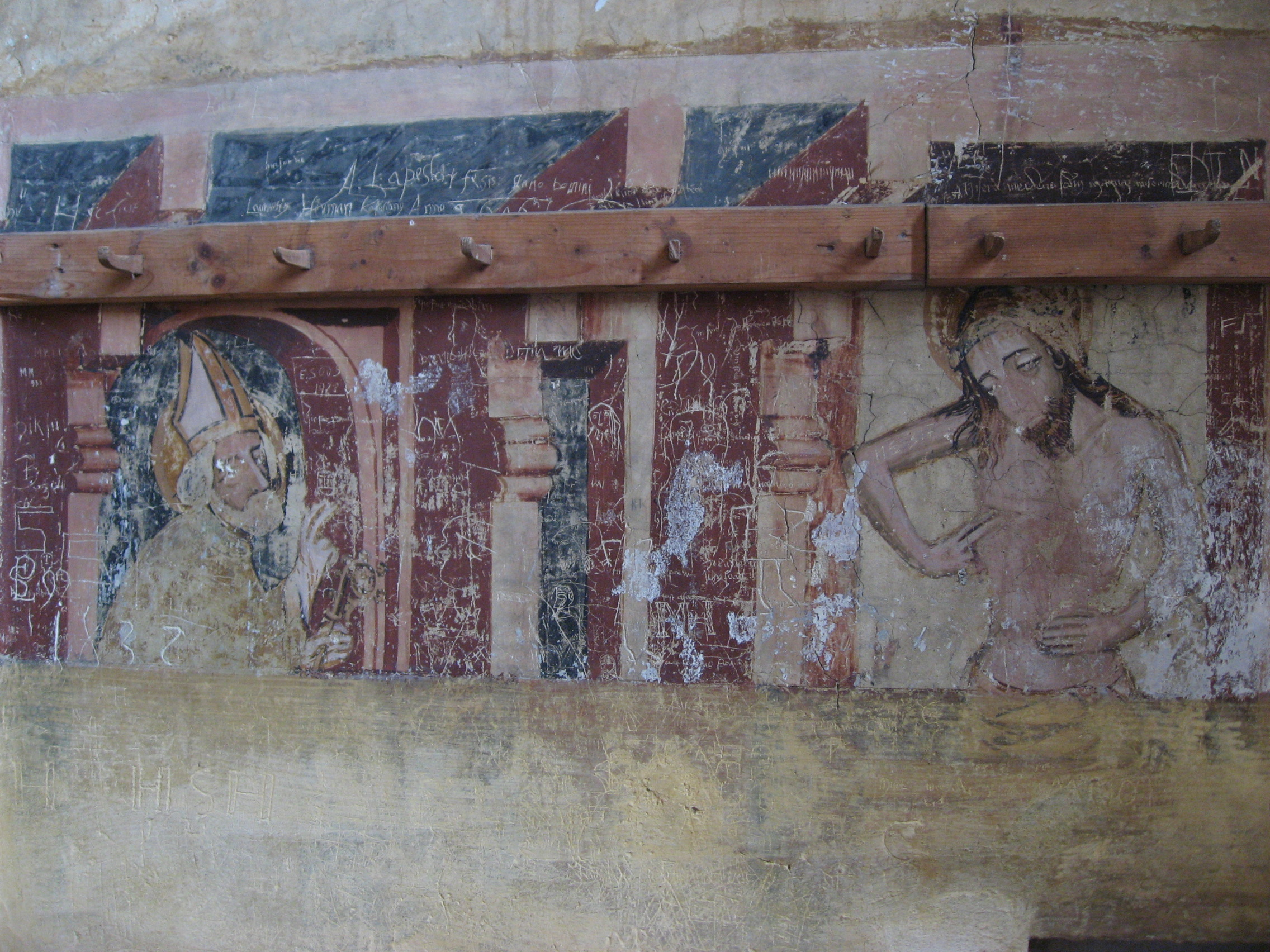
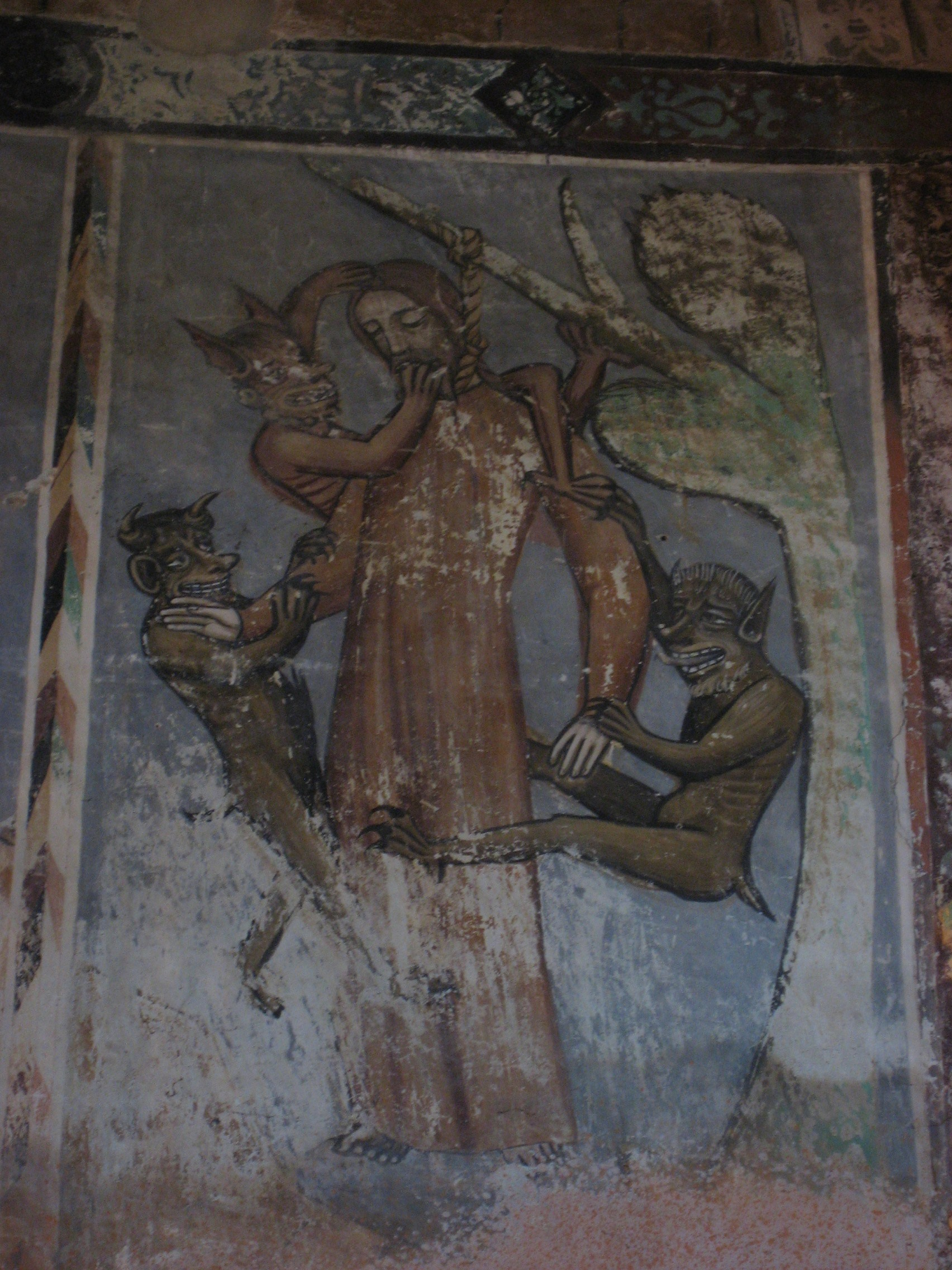
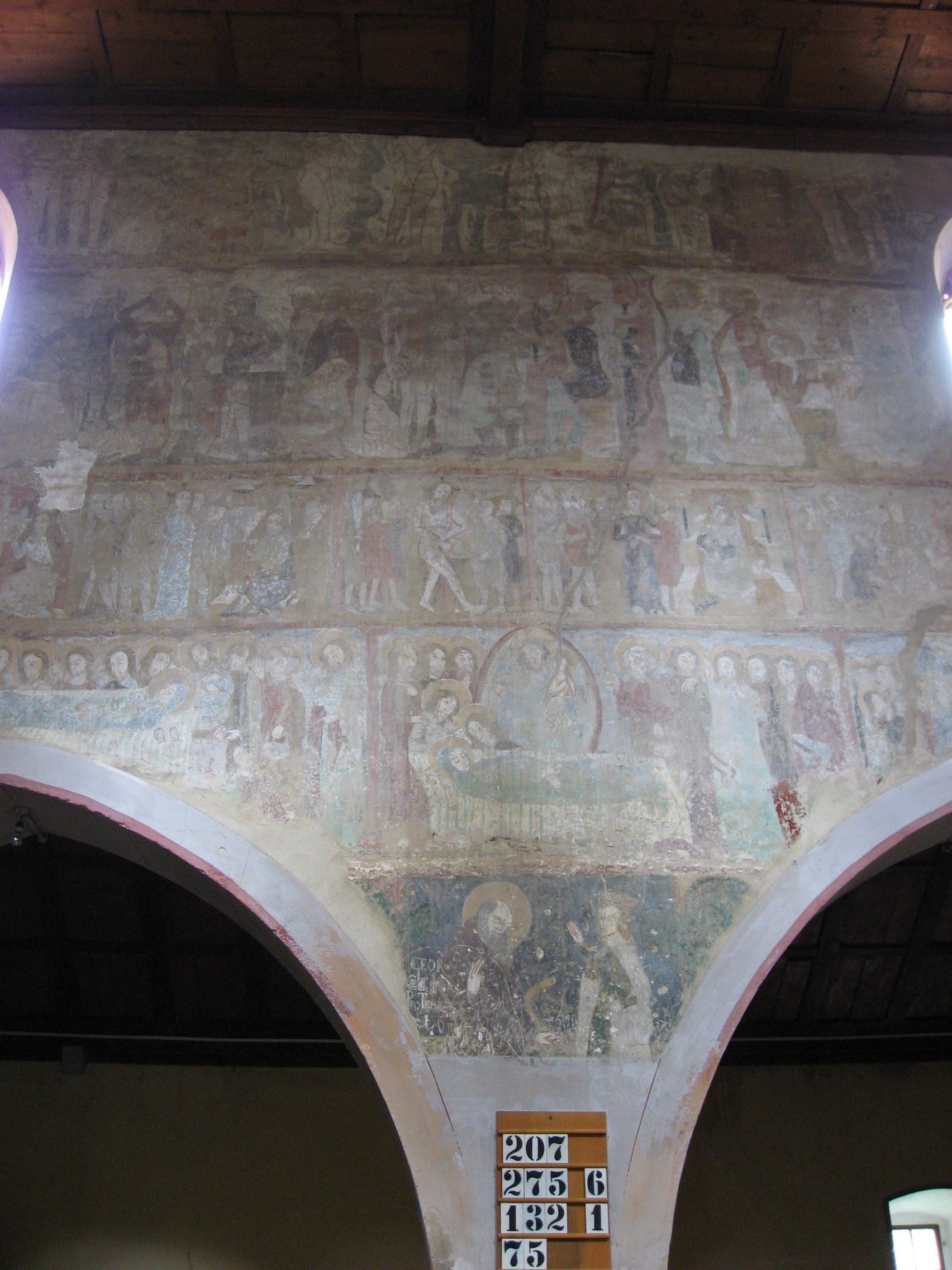
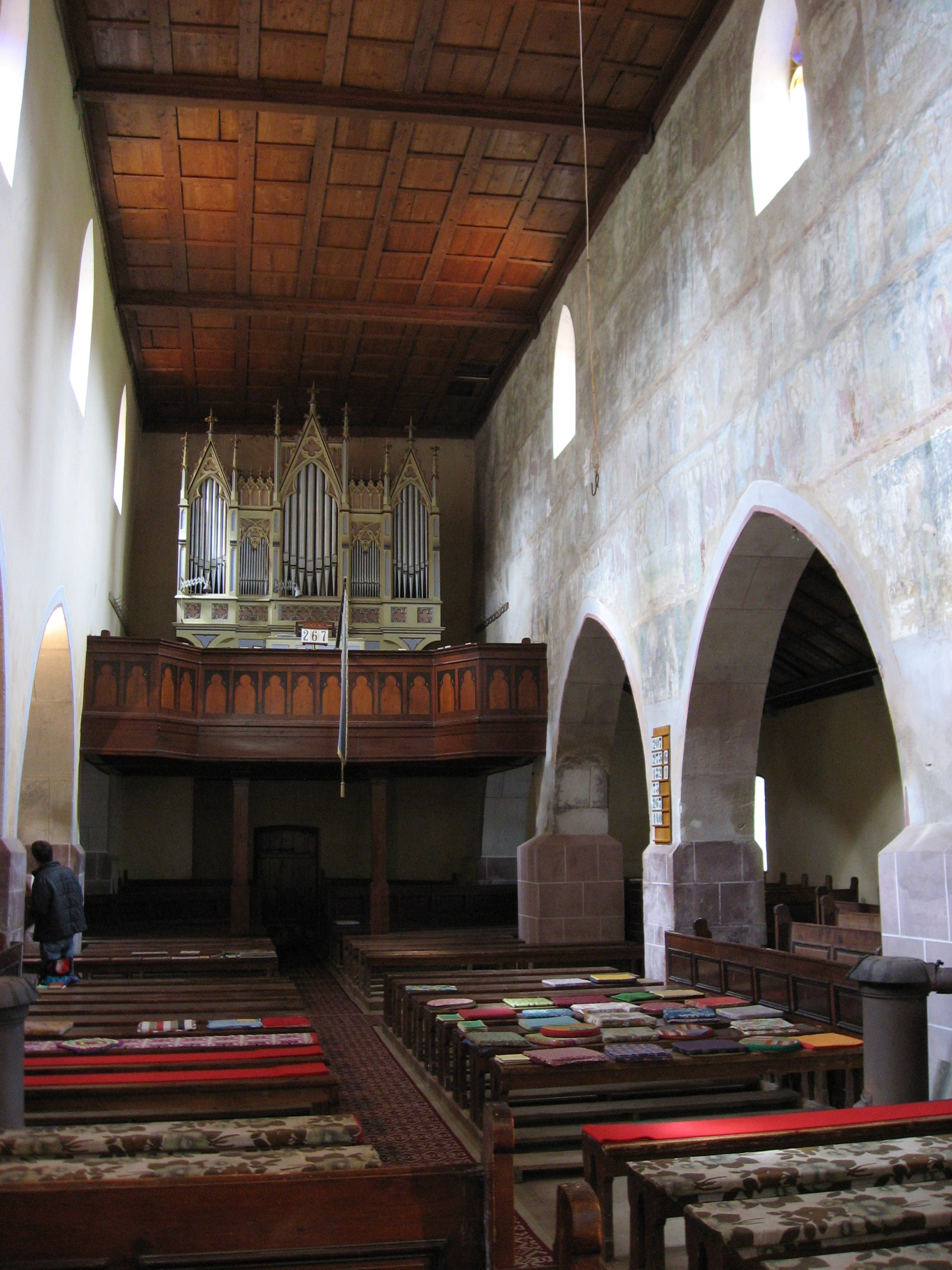
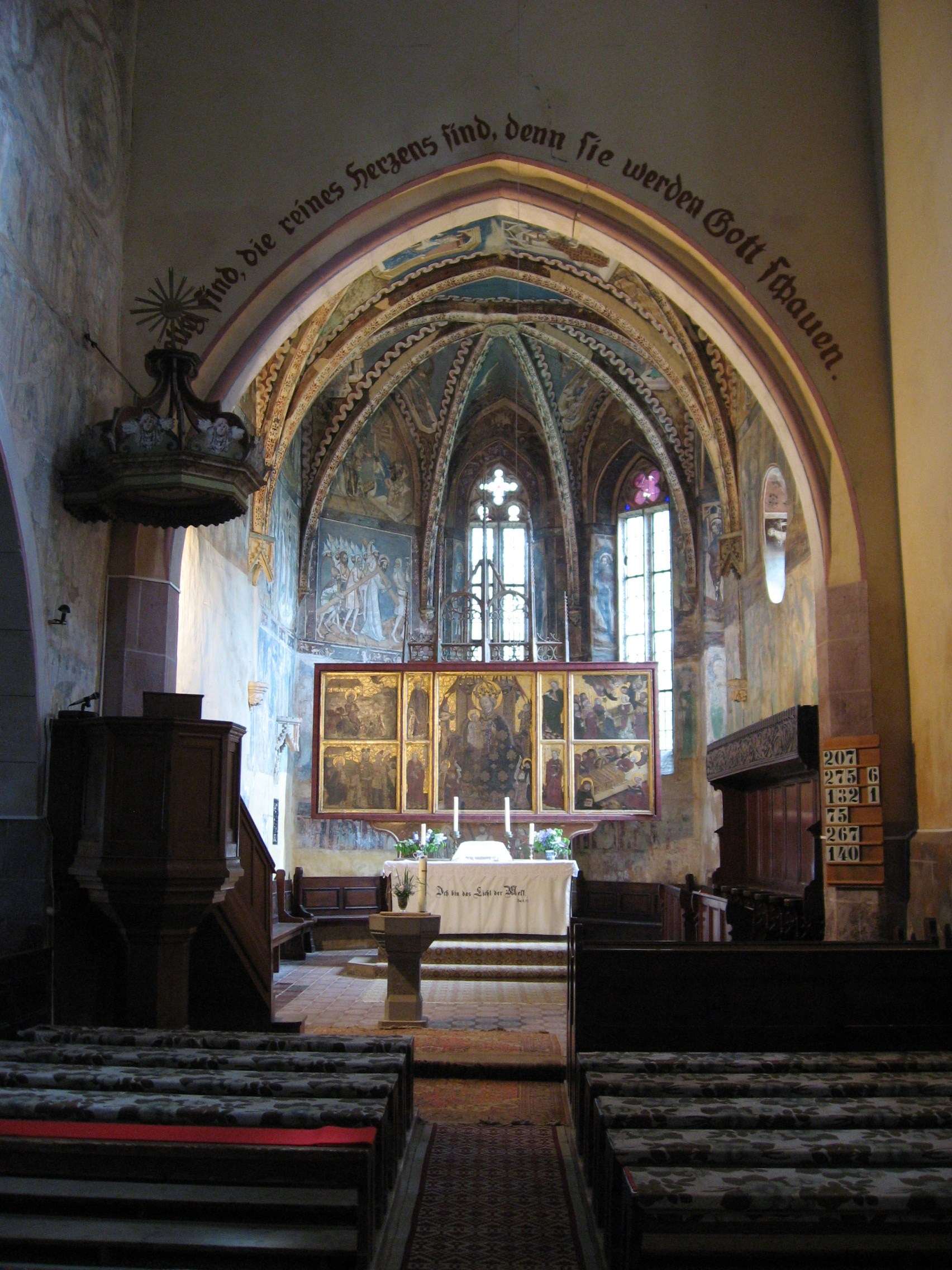